# TATA-bindingsproteïne

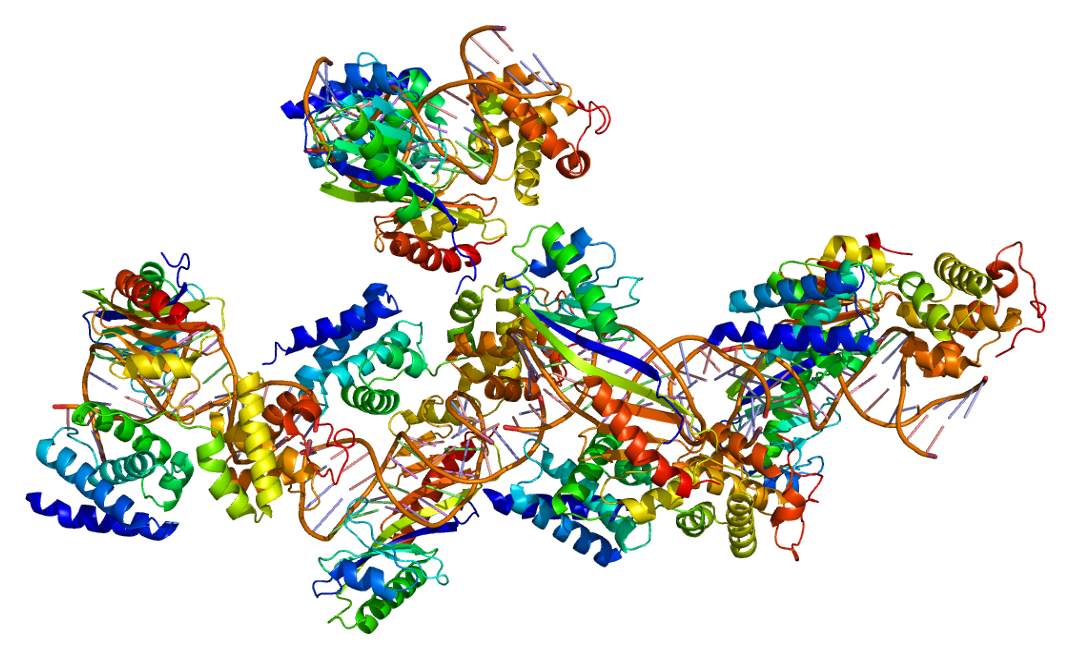
Structuur van het TATA-bindingsproteïne

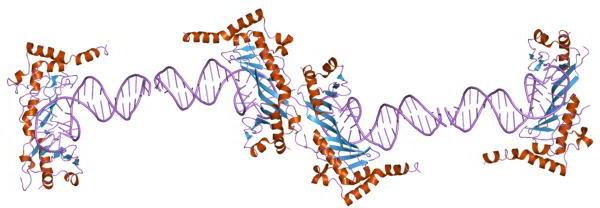
Molecuulstructuur van BRF1-TBP-DNA-drietallig-complex van een gist

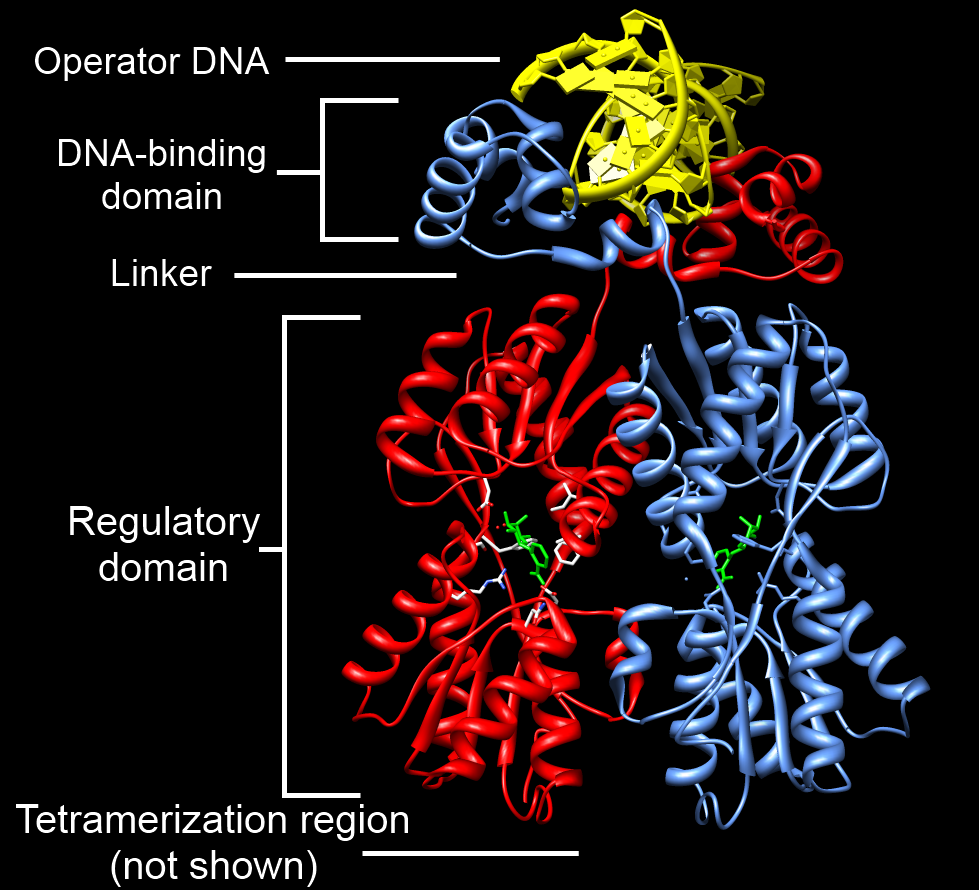
Voorbeeld van een DNA-bindingsdomein in de context van een eiwit. Het N-terminus-DNA-bindingsdomein (gelabeld) van de lac-onderdrukker wordt gereguleerd door een C-terminus-regeldomein (gelabeld). Het regeldomein bindt aan een allosterische effectormolecule (groen). De allosterische reactie van het eiwit wordt door het regeldomein doorgegeven aan het DNA-bindingsdomein via de verbonden regio.

Animatie van de dubbele-helixstructuur van een stuk DNA. De basenparen liggen horizontaal tussen de twee strengen in. De grote en de kleine groeve tussen de strengen zijn goed zichtbaar.

De TATA-bindingsproteïne (TBP) is een basale transcriptiefactor dat zich specifiek aan de TATA-box bindt. Deze DNA-sequentie zit ongeveer 30 basenparen stroomopwaarts van het startcodon. De proteïne bestaat uit 339 aminozuren en heeft een atomaire massa van 37.698 dalton. De kern van de C-terminus bestaat uit ongeveer 180 residuen met twee 88 aminozurenrepeats (tandem repeat) met een zadelvormige, secundaire structuur. Deze secundaire structuur bindt aan de TATA-box en heeft een wisselwerking met transcriptiefactoren en genregulerende proteïnen.
De TATA-bindingsproteïne is betrokken bij het uit elkaar gaan van de dubbele DNA-helix door het DNA 80° te buigen (de AT-rijke sequentie gaat doordat de adenine en de thymine met twee waterstofbruggen met elkaar verbonden zijn gemakkelijker uit elkaar, dan de andere nucleobasen die met drie waterstofbruggen met elkaar verbonden zijn). De TATA-bindingsproteïne is een ongebruikelijke proteïne daar het aan de kleine groeve van het DNA met een β-sheet bindt. Door de zijketens van de aminozuren van de TATA-bindingsproteïne tussen de basenparen te brengen ontwindt de dubbele helix gedeeltelijk en buigt deze twee keer. De buiging komt tot stand door een groot oppervlakcontact tussen de bindingsproteïne en het DNA. De TATA-bindingsproteïne bindt de negatief geladen fosfaten in het DNA aan de positief geladen lysine- en arginine-aminozuurresiduen. De buiging ontstaat uiteindelijk door vier omvangrijke phenylalanine-residuen in de kleine groef.
```
Promotor-DNA
|------------------------------------------|
Startpunt
stroomopwaarts ~17 basen doelwit-gen +1 stroomafwaarts
5'----------|-35|---------|-10|----------------------|A|------------3'
3'----------|-35|---------|-10|----------------------|T|------------5'
```

```
5'|A--------------------→3'
RNA
```

Het gedeelte bij -10 noemt men de TATA-box. De TATA-box wordt herkend en gebonden door de TATA-bindingsproteïne van het TFIID-complex (Transcriptie factor II D). Vervolgens koppelt het RNA-polymerase aan een DNA- of RNA-keten en vouwt zich eromheen, waarna de transcriptie of translatie vanaf het startcodon 10 basenparen verderop begint.
Een ander onderscheidend kenmerk van de TATA-bindingsproteïne is de lange streng van glutaminen in de N-terminus van de proteïne. Dit gebied reguleert de DNA-bindingsactiviteit van de C-terminus en dit beïnvloedt de mate waarin het transcriptiecomplex gevormd wordt en de initiatie van de transcriptie.
Mutaties die het aantal CAG-repeats coderen van dit polyglutamine gebied en dus de polyglutamine streng langer maken, zijn in verband gebracht met verschillende ziekten.

## Polyglutamineziekten
Bij de polyglutamineziekten bestaat het repetitieve codon uit de sequentie CAG en codeert bij de translatie voor het aminozuur glutamine.
| Type                                                         | Vererving | Gen                | Repeateenheid | Repeatlocatie | Normale repeatlengte | Pathogene repeatlengte |
| ------------------------------------------------------------ | --------- | ------------------ | ------------- | ------------- | -------------------- | ---------------------- |
| Ziekte van Huntington (HD)                                   | AD        | Huntingtine (HDD)  | (CAG)n        | N-Terminus    | 6–34                 | 36–121                 |
| Dentatorubrale-pallidoluysiane atrofie (DRPLA)               | AD        | Atrofine           | (CAG)n        | N-Terminus    | 7–34                 | 49–88                  |
| Ziekte van Kennedy (SBMA)                                    | XLR       | Androgene receptor | (CAG)n        | N-Terminus    | 9–36                 | 38–62                  |
| Spinocerebellaire ataxie Typ 1 (SCA1)                        | AD        | Ataxine 1 (ATXN1)  | (CAG)n        | N-Terminus    | 6–44                 | 39–82                  |
| Spinocerebellaire ataxie Typ 2 (SCA2)                        | AD        | Ataxine 2 (ATXN2)  | (CAG)n        | N-Terminus    | 15–24                | 32–200                 |
| Spinocerebellaire ataxie Typ 3 (Machado-Joseph-ziekte, SCA3) | AD        | Ataxine 3 (ATXN3)  | (CAG)n        | C-Terminus    | 13–36                | 61–84                  |
| Spinocerebellaire ataxie Typ 6 (SCA6)                        | AD        | CACNA1A            | (CAG)n        | C-Terminus    | 4–19                 | 10–33                  |
| Spinocerebellaire ataxie Typ 7 (SCA7)                        | AD        | Ataxine 7 (ATXN7)  | (CAG)n        | N-Terminus    | 4–35                 | 37–306                 |
| Spinocerebellaire ataxie Typ 17 (SCA17)                      | AD        | TBP                | (CAG)n        |               | 25–42                | 47–63                  |

## Rol als transcriptiefactor

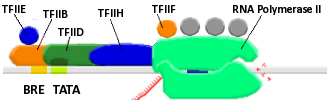
Pre-initiatiecomplex

De TATA-bindingsproteïne is een onderdeel van de eukaryotische transcriptiefactor TFIID. TFIID is de eerste proteïne dat met het DNA een verbinding aangaat tijdens de vorming van het transcriptiecomplex van RNA-polymerase II (RNA Pol II), dat vooraf gaat aan de transcriptie. Met de binding van de TFIID aan de TATA-box in het promotorgebied van het gen start het inzetten van andere verbindingen, die voor RNA Pol II nodig zijn voor het beginnen van de transcriptie. Sommige van deze verbindingen zijn de transcriptiefactoren TFIIA, TFIIB en TFIIF. Deze transcriptiefactoren worden op hun beurt weer gevormd door de interactie van vele proteïne subeenheden. Transcriptie is dus een sterk gereguleerd proces.
De TATA-bindingsproteïne is ook een onderdeel van RNA-polymerase I en RNA-polymerase III en daardoor betrokken bij alle drie RNA-polymerasen. In specifieke celtypen of specifieke promotoren kan de TATA-bindingsproteïne vervangen zijn door een of verscheidene op aan TBP gerelateerde proteïnen.

## Transcriptiefactoren
| Promotor element | Transcriptiefactor | Transcriptiefactor-functie                                                                    | Consensus sequentie     |
| ---------------- | ------------------ | --------------------------------------------------------------------------------------------- | ----------------------- |
| BRE              | TFIIB              | Positionering van RNA-polymerase ten opzichte van de transcriptie start.                      | G/C G/C G/A C G C C     |
| TATA             | TBP                | TATA-bindingsproteïne. Opbouw transcriptiecomplex, aantrekken van TFIIB, onderdeel van TFIID. | T A T A A/T A A/T       |
| INR              | TFIID              | Herkenning TATA-box, opbouw transcriptiecomplex, aantrekken van TFIIB.                        | C/T C/T A n T/A C/T C/T |
| DPE              | TFIID              | Herkenning TATA-box, opbouw transcriptiecomplex, aantrekken van TFIIB.                        | A/G G A/T C G T G       |
|                  | TFIIF              | Stabiliseert interactie tussen TBP/TFIIB en RNA-polymerase, trekt TFIIE en TFIIH aan.         |                         |
|                  | TFIIE              | Aantrekken en reguleren van TFIIH.                                                            |                         |
|                  | TFIIH              | Helicase-activiteit, laat RNA-polymerase los.                                                 |                         |

## Proteïne–proteïne-interacties
De TATA-bindingsproteïne heeft proteïne-proteïne-interacties met:
- BRF1,[9][10]
- BTAF1,[11][12]
- C-Fos,[13]
- C-jun,[14]
- EDF1,[15][16][17]
- GTF2B (TFIIB),[18][19]
- GTF2A1 (TFIIA subunit 1),[18][20][21][22]
- GTF2F1 (TFIIF subunit 1)[11][23][24]
- GTF2H4 (TFIIH subunit 4),[11]
- Mdm2,[25][25][26]
- MSX1,[27][28][29]
- NFYB,[30]
- P53,[31][32]
- PAX6,[32]
- POLR2A,[11]
- POU2F1,[33]
- RELA,[34][35]
- NR2B1,[36]
- TAF1,[30][37][38][39]
- TAF4,[40]
- TAF5,[30][38][41]
- TAF6,[30][38][40]
- TAF7,[30][40]
- TAF9.[30][42]
- TAF10,[30][38]
- TAF11,[30][43][44]
- TAF13,[43] and
- TAF15.[45]